# Ostap Veresaj
Ostap Mykytovyč Veresaj (in ucraino Остап Микитович Вересай?; 1803 – 1890) è stato un musicista ucraino, rinomato kobzar dell'oblast' di Poltava.
Fu il più celebre kobzar non solamente nel suo paese, ma anche al di fuori dei suoi confini.
Ispirò il compositore Mykola Vіtalіjovyč Lysenko.